# Вілла Катер
Вілла Сіберт Катер (англ. Willa Cather; [ˈkæðər]; при народженні Вілелла Сіберт Катер; 7 грудня 1873 — 24 квітня 1947, Мангеттен) — американська письменниця, яка здобула популярність і визнання своїми романами про життя американського Фронтиру на Великих рівнинах. Її найвідомішими романами є твори «О, піонери!», «Пісня жайворонка» та «Моя Антонія». 1923 року за роман «Один із нас» (1922), що описує часи Першої світової війни, вона отримала Пулітцерівську премію.
Коли Віллі було дев'ять років, її сім'я переїхала з Вірджинії в округ Вебстер, штат Небраска. Пізніше сім'я оселилася в містечку Ред-Клауд. Невдовзі після закінчення Університету Небраски–Лінкольна на 10 років Катер переїхала до Піттсбурга, працюючи редакторкою журналу та вчителькою англійської мови в середній школі. У віці 33 років вона переїхала до Нью-Йорка, її головного осідку до кінця свого життя, хоча вона також багато подорожувала та проводила значний час у своїй літній резиденції на острові Гранд Манан, Нью-Брансвік. Останні 39 років свого життя вона провела зі своєю лесбійською партнеркою Едіт Льюїс. У Вілли діагностували рак грудей, і вона померла від крововиливу в мозок. Катер і Льюїс поховані разом у місті Джаффрі, штат Нью-Гемпшир.
Катер здобула визнання як романістка фронтирного та піонерського життя. Вона писала про дух тих поселенців, які переїжджали до західних штатів, багато з них — європейські емігранти ХІХ століття. Частими темами в її творчості є ностальгія та вигнання. Відчуття місця є важливим елементом її художньої прози: пейзажі та домашні простори стають динамічною присутністю, на тлі якої її герої та героїні борються і знаходять свою спільноту.

## Дитячі та юнацькі роки

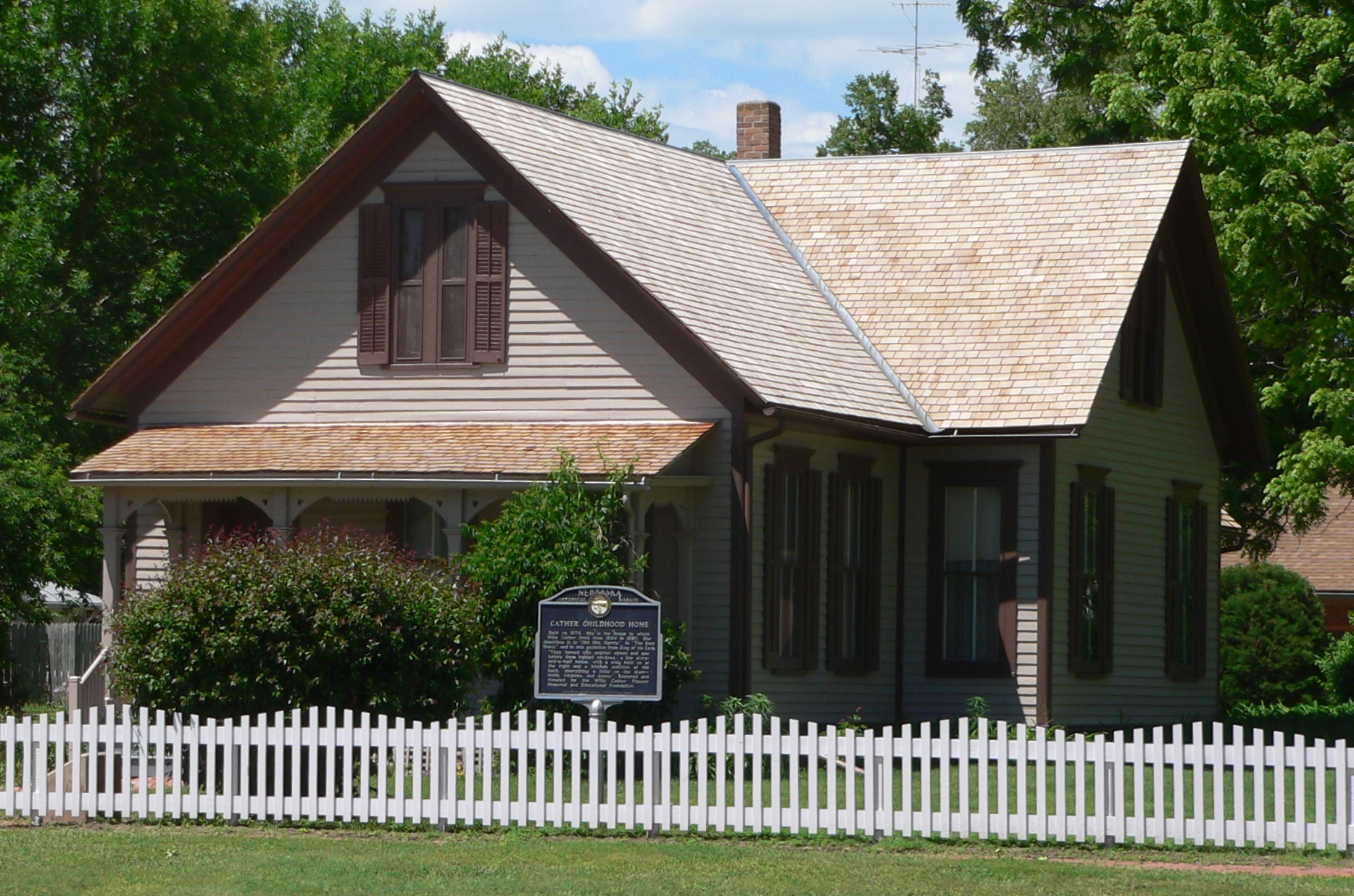
Дім дитинства Вілли Катер, Ред Клауд, Небраска

Катер народилася в 1873 році на фермі своєї бабусі по материнській лінії в долині Бек-Крік поблизу Вінчестера, штат Вірджинія. Її батько, Чарльз Фектіг Катер походив із родини, що приїхала до Америки із Уельсу. Прізвище Катер походить від топоніма Кадер Ідріс, гори у Гвінеді.:3 Її мати, Мері Вірджинія Боак, була колишньою шкільною вчителькою. Коли Віллі виповнилося рік, сім'я переїхала до Віллоу-Шейд (Willow Shade), будинку в стилі грецького Відродження на 130 акрах, подарованого їм дідусем і бабусею по лінії батька.
Після Вілли у Мері Вірджинії Катер народилося ще шестеро дітей: Роско, Дугласс, Джессіка, Джеймс, Джон і Елсі.:5–7 Вілла була ближча до своїх братів, ніж до сестер, яких, за словами біографині Герміони Лі, вона «здається, не дуже любила».
За наполяганням батьків Чарльза Катера 1883 року, коли Віллі було дев'ять років, сім'я переїхала до Небраски. Сільськогосподарські угіддя припали до душі батькові Чарльза, і сім'я також хотіла врятуватися від нестримних спалахів туберкульозу у Вірджинії.:30 Протягом 18 місяців батько Вілли пробував свої сили у фермерстві, потім перевіз сім'ю в місто Ред-Клауд, де він заснував агентство з нерухомості та страхову компанію, а діти вперше відвідали школу.:43 Деякі з найперших робіт Катер були вперше опубліковані в місцевій газеті Red Cloud Chief («Вождь Червона Хмара»). Вона також багато читала, подружившись із єврейською парою, Вінерами, які запропонували їй необмежений доступ до своєї великої бібліотеки. Паралельно вона навідувалася до місцевого лікаря і вирішила стати хірургинею. Деякий час вона підписувалася як Вільям але швидко від цього відмовилася на користь «Вілла».
Після закінчення середньої школи Ред-Клауд у 1890 році у віці 16 років Катер переїхала до Лінкольна, штат Небраска. Тут вона вступила до Університету Небраски–Лінкольна. У перший рік перебування там есе, яке вона написала про Томаса Карлайла, було без її відома опубліковано в Nebraska State Journal. Згодом вона почала публікувати колонки по одному долару за кожну, кажучи, що її слова на друкованій сторінці мали на неї «своєрідний гіпнотичний ефект», підштовхуючи її продовжувати писати. Незабаром вона стала постійною авторкою Nebraska State Journal. Крім того, вона працювала головною редакторкою The Hesperian, студентської газети університету, і стала співавторкою Lincoln Courier.
Під час навчання в університеті вона вивчала математику у свого друга Джона Першинга, який згодом став генералом армій і, як і Катер, за письменницьку діяльність отримав Пулітцерівську премію. Хоча спочатку вона планувала вивчати природничі науки з метою стати лікаркою, вона змінила курс навчання і 1895 року закінчила його зі ступенем бакалавра мистецтв з функціональної англійської мови.:71
Час, проведений Катер у штаті Небраска, який все ще вважався фронтирним штатом, став для неї досвідом, що формував її особистість. Вона була зворушена драматичною природою та погодою, безмежними преріями та різноманітними культурами сімей іммігрантів і корінних американців цього регіону.

## Життя і кар'єра

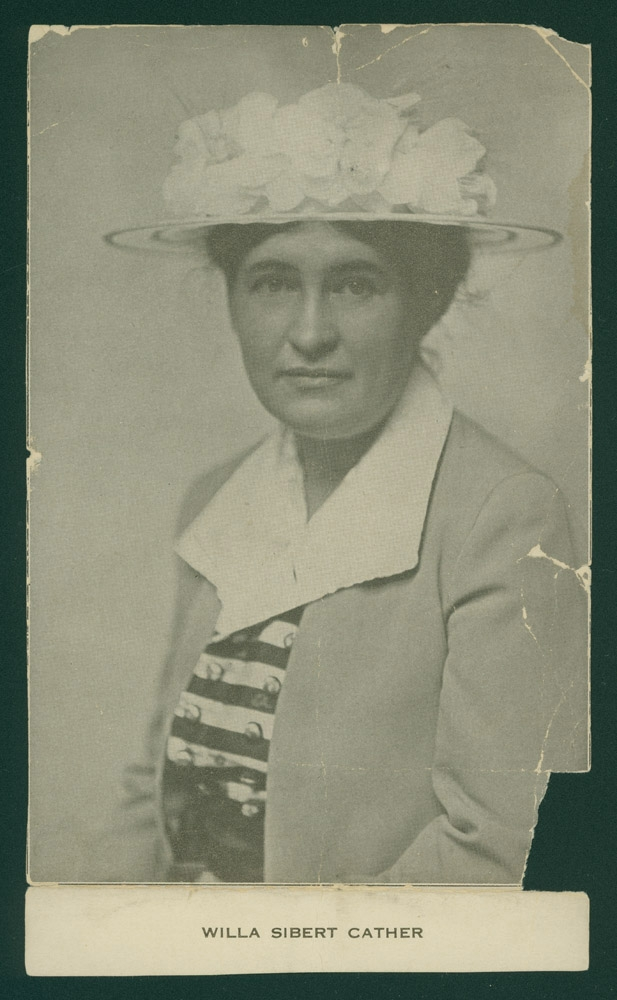
Вілла Катер (1915)

1896 року, коли Катер погодилася на роботу в жіночому журналі Home Monthly і переїхала до Пітсбурга. Там вона писала публіцистичні статті, оповідання та вірші. Коли через рік журнал було продано, вона стала телеграфною редакторкою і критикесою Pittsburgh Leader. Вілла часто писала поезію та коротку прозу до іншого місцевого видання — The Library. Також вона стала шкільною вчителькою: протягом року вона викладала латину, алгебру та англійську мову в Центральній середній школі Піттсбурга, а потім викладала англійську та латину в міській середній школі Аллегені, де згодом очолила кафедру англійської мови.
Невдовзі після переїзду до Піттсбурга Катер почала публікувати оповідання в Home Monthly. Серед них — «Томмі, несентиментальний», про хлоп'ячкувату на вигляд дівчинку з Небраски з чоловічим ім'ям, яка врешті-решт рятує банківський бізнес свого батька. Дженіс П. Стаут у книзі «Вілла Катер: Письменниця та її світ» (2000) наводить це оповідання серед кількох творів Катер, які «демонструють хибність жорстких гендерних ролей і прихильно ставляться до персонажів, які підривають умовності».
Пізньої весни 1900 року Катер звільнилася з роботи в Pittsburgh Leader. Восени цього ж року вона переїхала до Вашингтона, округ Колумбія. У квітні 1902 року Вілла опублікувала свій останній доробок у Lincoln Courier, а літом поїхала за кордон разом з Ізабель МакКланг. Її перша книга, поетична збірка під назвою «Квітневі сутінки», вийшла 1903 року. Незабаром після цього, у 1905 році, вийшла перша опублікована збірка оповідань Катер «Сад тролів», яка містила деякі з її найвідоміших коротких проз, зокрема «Ранок Вагнера», «Похорони скульптора» та «Справа Пола».
Прийнявши посаду редактора в журналі McClure's у 1906 році, Катер переїхала до Нью-Йорка. Але, продовжуючи працювати в McClure's, більшу частину 1907 року вона провела, живучи в Бостоні, написавши серію викривальних розповідей про релігійну лідерку Мері Бейкер Едді (хоча як авторка вказана незалежна журналістка Джорджин Мілмайн). У листі 1993 року, який знайшла в архівах церкви «Християнська наука» біографиня Едді Джилліан Гілл, було виявлено, що з 14 частин серії Катер, можливо, неохоче, написала статті з 2 по 14. Мілмайн провела велике дослідження, але вона не змогла створити рукопис самостійно, і McClure's найняв Катер і кількох інших осіб для редагування. Протягом наступних 18 місяців в McClure's ця робота була серіалізована, а потім опублікована у формі книги як «Життя Мері Бейкер Г. Едді та історія християнської науки». Вона була повністю приписана Джорджині Мілмайн, замість визначення Вілли Катер як її законної авторки (як було виявлено та підтверджено десятиліттями пізніше).
McClure's також серіалізував перший роман Катер «Міст Александера» (1912). Хоча більшість рецензій були схвальними, включно з The Atlantic, яка назвала текст «спритним і вправним», сама Катер незабаром характеризувала роман як слабкий і поверхневий.
Слідом за «Мостом Александера» вона написала три романи, дія яких розгортається на Великих рівнинах, які згодом стали популярними та успішними у критиків: «О, піонери!» (1913), «Пісня жайворонка» (1915), і «Моя Антонія» (1918). Разом їх іноді називають «Трилогією прерій» — низкою романів, написаних про американські рівнини, які отримали похвалу за використання простої розмовної мови та висвітлювали життя звичайних людей. Сінклер Льюїс, наприклад, хвалив її за те, що для широкого загалу вона вперше зробила Небраску доступною. Після написання «Великого Гетсбі» Френсіс Скотт Фіцджеральд скаржився, що у порівнянні з «Моєю Антонією» це був провал.

### 1920-ті роки

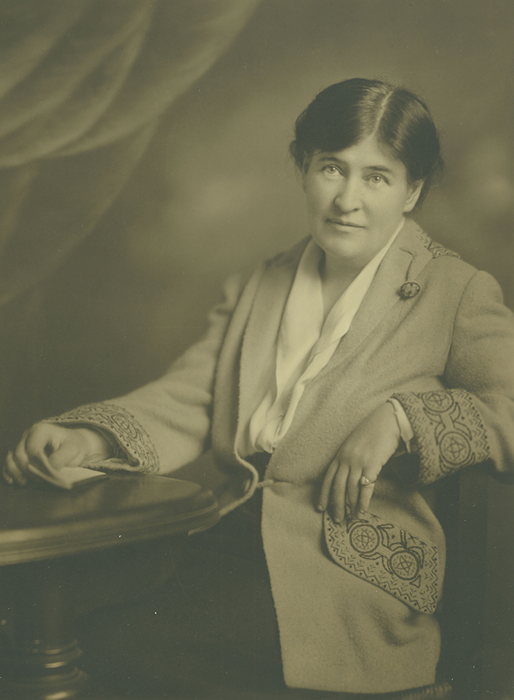
Вілла Катер (1921)

До 1920 року Катер була незадоволена своїм видавцем Гоутоном Міффліном, який виділив лише 300 доларів на рекламу «Моєї Антонії», відмовилася оплачувати всі ілюстрації для книги, які вона замовила у Владислава Т. Бенди та виготовив неякісне і дешеве видання. Тож того року вона звернулася до молодого видавництва Alfred A. Knopf, знаного підтримкою своїх авторів рекламними кампаніями. Їй також сподобалося оформлення книжок видавництва і вона була вражена виданням «Зелених будівель» Вільяма Генрі Гадсона. Їй настільки сподобався їхній стиль, що всі її книжки 1920-х років (за винятком одного видання збірки оповідань «Молодість і світла Медуза») були оформлені в тому ж стилі, що й друге та наступні видання.
На той час Катер міцно утвердилася як провідна американська письменниця, отримавши Пулітцерівську премію в 1923 році за свій роман «Один із наших», присвячений Першій світовій війні. У 1927 році вона випустила популярну книгу «Смерть прийшла за архієпископом», яку лише за два роки продали тиражем 86 500 примірників. За версією Modern Library твір увійшов до списку 100 найкращих романів ХХ століття.
Два з трьох інших її романів десятиліття — «Загублена леді» та «Будинок професора» — різко підвищили її літературний статус. Її запросили прочитати кілька сотень публічних лекцій, вона отримала значні гонорари і продала права на екранізацію «Загубленої леді». Проте інший її роман десятиліття, «Мій смертельний ворог», опублікований 1926 року, не отримав широкого визнання — ні вона сама, ні її супутниця життя, Едіт Льюїс, не згадували про нього протягом свого життя.
Незважаючи на успіх, вона також зазнала жорсткої критики, особливо за «Одного з наших». Її близька подруга, Елізабет Шеплі Сержант, побачила в романі зраду реалій війни, не розуміючи, як «подолати розрив між ідеалізованим баченням війни [Катер]… і моїми власними суворими враженнями від пережитої війни». Так само Ернест Гемінґвей не погоджувався з її зображенням війни, написавши в листі 1923 року: «Хіба остання сцена [роману] не була чудовою? Ви знаєте, звідки вона взялася? Сцена битви в „Народженні нації“. Я ідентифікував епізод за епізодом, катеринізував. Бідолашна жінка, вона мусила десь отримати свій воєнний досвід».
У 1929 році її обрали членом Американської академії мистецтв і літератури.

### 1930-ті роки

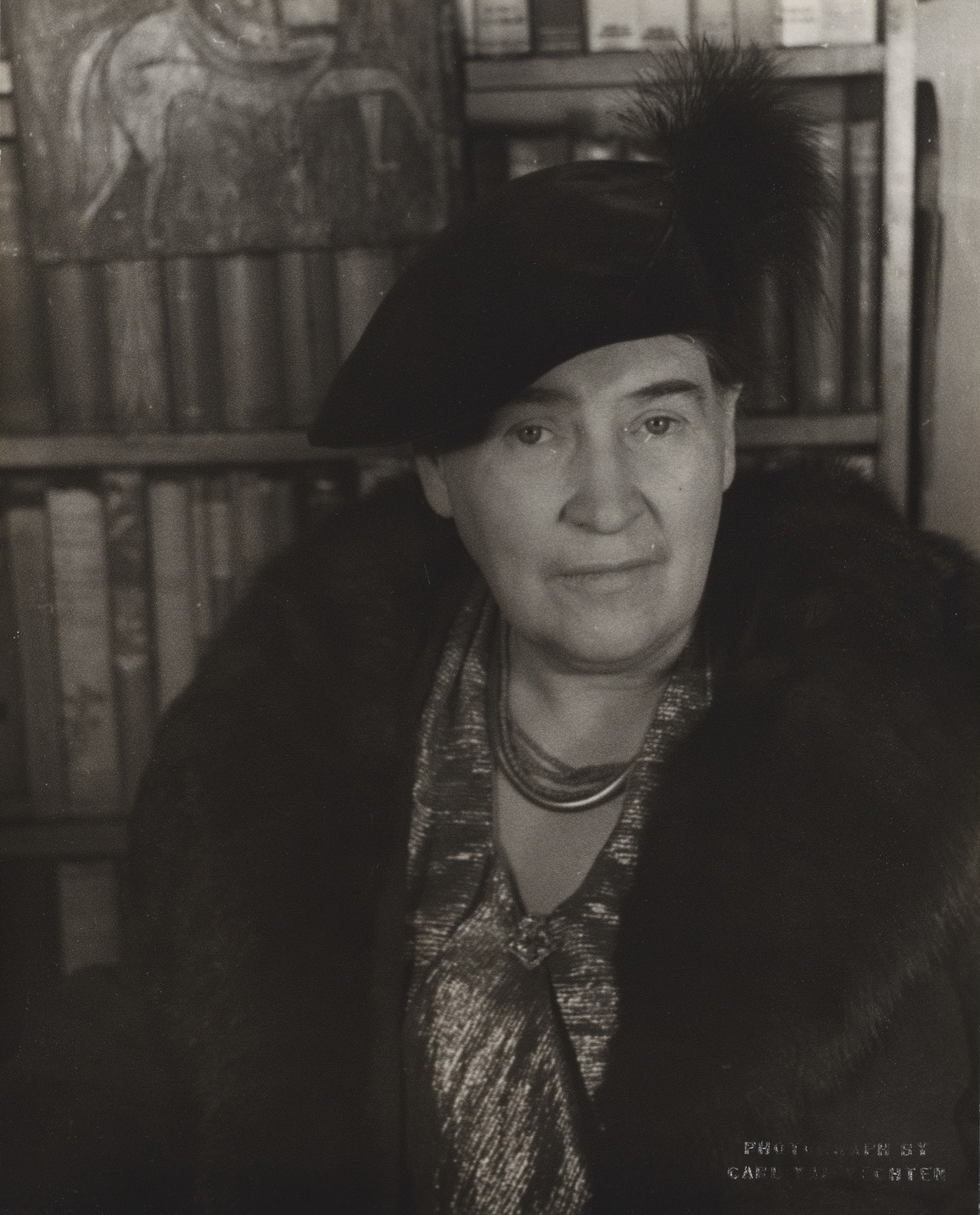
Фотографія Вілли Катер (1936)

До 1930-х років дедалі більше критиків почали викривати її стиль як надмірно романтичний та ностальгійний, що нездатний впоратися з проблемами сучасності: Ґренвіль Гікс, наприклад, звинуватив Катер у втечі в ідеалізоване минуле, щоб уникнути зіткнення з проблемами сьогодення. І це було особливо в контексті труднощів Великої депресії, коли її робота вважалася незначною для суспільства. Подібним чином критики — і сама Катер — були розчаровані, коли за її романом «Загублена леді» зняли фільм, який мало нагадував її роман.
Консервативні політичні погляди Катер, які приваблювали таких критиків, як Менкен, Рендольф Борн і Карл Ван Дорен, зіпсувала її репутацію серед молодих, часто лівих критиків, таких як Гікс і Едмунд Вільсон. Незважаючи на цю критичну опозицію до її творчості, Катер залишалася популярною письменницею, чиї романи та збірки оповідань продовжували добре продаватися. 1931 року «Тіні на скелі» був найпопулярнішим романом у США, а роман «Люсі Ґейгарт» 1935 року перетворився на бестселер.
Хоча Катер здійснила свою останню поїздку до Ред-Клауд 1931 року для сімейного збору після смерті матері, вона підтримувала зв'язок зі своїми друзями з міста та у роки Великої депресії надсилала гроші Енні Павелка та іншим сім'ям.:327 1932 року Катер опублікувала «Невідомі долі», свою останню збірку короткометражної прози, яка містила «Сусід Росицький», одне з її найпопулярніших оповідань. Того ж літа вона переїхала в нову квартиру на Парк-авеню з Едіт Льюїс, і під час візиту на Гранд-Манан вона, ймовірно, почала працювати над своїм наступним романом «Люсі Ґейгарт». 1934 року її обрали до Американського філософського товариства.
1938 року Катер зазнала двох нищівних втрат. У червні від серцевого нападу помер її улюблений брат Дугласс. Катер була надто вражена горем, щоб бути присутньою на похоронах.:478 А за чотири місяці померла Ізабель МакКланг. Катер і МакКланг жили разом, коли Катер тільки прибула до Піттсбурга, і хоча МакКланг зрештою взяла шлюб з музикантом Яном Гамбургом та переїхала з чоловіком до Торонто, обидві жінки залишилися відданими друзями. Катер написала, що Ізабель була тією людиною, для якої вона написала всі свої книги.

### Останні роки
Влітку 1940 року Катер і Льюїс востаннє поїхали в Гранд-Манан, і Катер закінчила свій останній роман «Сапфіра і рабиня», книжку, набагато темнішу за тоном і темою, ніж її попередні твори.:483 Хоча «Сапфіра» позбавлена морального почуття та не викликає співчуття, роман мав великий критичний і комерційний успіх, його попередній наклад склав 25 000 примірників. Потім її прийняв клуб «Книга місяця», який придбав понад 200 000 примірників. Її остання повість «Найкращі роки», призначена для подарунка братові, була ретроспективною. Вона містила образи або «сувеніри» з кожного з її дванадцяти опублікованих романів та оповідань у збірці «Невідомі долі».
Хоча запалене сухожилля на руці заважало їй писати, Катер вдалося закінчити значну частину роману, дія якого відбувається в Авіньйоні, Франція. Вона назвала його «Жорсткі покарання» і помістила його в XIV століття під час правління антипапи Бенедикта XIV.:371 У 1943 році її було обрано членом Американської академії мистецтв і наук. Того ж року вона склала заповіт, який забороняв публікацію її листів та інсценізацію її творів. 1944 року вона отримала золоту медаль за художню літературу від Національного інституту мистецтв і літератури, престижну нагороду, яку вручають за загальні досягнення автора.
У грудні 1945 року у Катер діагностували рак молочної залози, і 14 січня 1946 року їй зробили мастектомію.:294—295 До початку 1947 року її рак метастазував у печінку, ставши раком IV стадії.:296 24 квітня 1947 року Катер померла від крововиливу в мозок у віці 73 років у своєму будинку на Парк-авеню, 570 на Мангеттені. Після смерті коханої Едіт Льюїс виконала побажання Катер і знищила рукопис «Жорстких покарань». Вілла похована в південно-західному куті Джаффрі, Старого цвинтаря Нью-Гемпшира, місця, яке вона вперше відвідала, коли приєдналася до Ізабель МакКланг та її чоловіка, скрипаля Яна Гамбурга, в Шаттак Інн. Приблизно через 25 років Льюїс була похована разом з Катер.

### Романи
- «Міст Александера» (1912). Дебютний роман Вілли Катер, що розповідає про успішного інженера Олександра Ґодфрі, який переживає кризу середнього віку. Він одружений з красивою та розумною жінкою, але відчуває, що його життя стало надто рутинним та передбачуваним. Зустрівши свою давню кохану, актрису Гільду Бурґойн, він знову переживає пристрасть. Однак, цей зв'язок руйнує його шлюб та кар'єру, призводячи до трагічного фіналу. Роман досліджує теми ностальгії, пошуку себе, ціни успіху та неминучості вибору.[166][167]
- «О, піонери!» (1913). Роман - епічна історія про життя шведської родини Бергсонів, яка оселилася на Великих рівнинах у Небрасці наприкінці XIX століття. Головна героїня, Александра Бергсон, після смерті батька успадковує ферму і, завдяки своїй наполегливості та мудрості, перетворює її на процвітаюче господарство. Роман досліджує теми зв'язку людини з природою, сили людського духу, труднощів піонерського життя та пошуку власного місця у світі. Через долі героїв Катер змальовує сувору красу прерій, силу людської волі та неминучість трагедій, що супроводжують життя.[168][169]
- «Пісня жайворонка» (1915). Твір презентує становлення талановитої оперної співачки Теа Кронборг, яка, попри бідність і відсутність підтримки, прагне до своєї мрії. Дія розгортається на тлі суворих пейзажів Колорадо та жвавого музичного світу Чикаго й Нью-Йорка. Катер змальовує не лише творчий шлях героїні, але й її внутрішній світ, сповнений пристрасті до музики, самотності та пошуку істинного мистецтва. Роман досліджує теми сили волі, жертовності, впливу оточення на формування особистості та неминучого компромісу між мрією та реальністю.[170][171]
- «Моя Антонія» (1918). В основі сюжету художного твору - життя та дружба Джима Бердена та Антонії Шимерди, емігрантки з Богемії, на тлі суворих пейзажів Небраски кінця XIX століття. Через спогади Джима, роман змальовує важке життя перших поселенців, їхню боротьбу за виживання, зв'язок з природою та формування особистості в умовах фронтиру. Катер досліджує теми дружби, любові, пам'яті, ностальгії та впливу минулого на сьогодення, а також відображає красу та суворість життя на американському Заході.[172][173]
- «Один із наших» (1922). Роман презентує життя Клода Вілера, молодого чоловіка з Небраски, який відчуває себе відчуженим від свого оточення та розчарованим у житті на американському Заході. Він одружується з жінкою, яка не поділяє його цінностей, і його життя стає ще більш нещасним. Єдиним періодом, коли Клод відчуває себе щасливим, є його служба в армії під час Першої світової війни, де він знаходить сенс життя та побратимство. Однак, війна закінчується, і Клод гине, так і не знайшовши свого місця у світі. Роман досліджує теми відчуження, розчарування, пошуку сенсу життя та впливу війни на особистість.[174][175]
- «Загублена леді» (1923). Твір описує життя Маріон Форрестер, чарівну та незалежну жінку, яка живе на американському Заході на початку XX століття. Вона є дружиною капітана Форрестера, поважного піонера та будівельника залізниць. Зі старінням капітана та зміною епохи, Маріон втрачає своє соціальне становище та репутацію, вступаючи в сумнівні стосунки з іншими чоловіками. Роман досліджує теми ностальгії за минулим, втрати ідеалів, зміни соціальних норм та впливу часу на людину, а також змальовує трагічну долю жінки, яка не може пристосуватися до нового світу.[176][177][178]
- «Будинок професора» (1925). Роман описує життя професора історії Годфрі Стовера, який переживає кризу середнього віку та відчуття втрати сенсу життя. Він переїжджає з просторого будинку, де прожив більшу частину свого життя, у тісну мансарду, де колись працював над своїм magnum opus. Твір досліджує теми ностальгії за минулим, втрати ідеалів, пошуку самоідентифікації та впливу матеріального світу на духовний. Катер змальовує внутрішній конфлікт героя, який намагається примиритися з минулим і знайти нове значення в житті, а також досліджує складні стосунки між людьми та їхнім оточенням.[179][180][181]
- «Мій смертельний ворог» (1926). Вілла Катер презентує читацтву Міртл Дейнлі, молоду жінку, яка бере шлюб із заможним Нельсоном Сідесом та переїжджає до Нью-Йорка. З часом Міртл розчаровується у своєму шлюбі та виявляє, що багатство не приносить щастя. Вона стає цинічною та відчуженою, а її стосунки з Нельсоном погіршуються. Роман досліджує теми втрати ідеалів, розчарування в коханні, впливу грошей на стосунки та неминучого розпаду. Катер змальовує трагічну долю жінки, яка не може примиритися з реальністю та втрачає себе в гонитві за матеріальним.[182][183]
- «Смерть прийшла за архієпископом» (1927). Роман презентує життя та діяльність двох французьких католицьких священиків, Жана Марі Латурі та Жозефа Вояна, які прибувають до Нью-Мексико в середині XIX століття, щоб збудувати там католицьку церкву. Роман змальовує їхні подорожі пустелею, зустрічі з різними людьми, боротьбу з труднощами та внутрішні конфлікти. Катер досліджує теми віри, дружби, самотності, краси природи та зіткнення культур. Роман відображає духовні пошуки героїв, їхню відданість служінню та прагнення до створення духовного дому в новому світі.[184][185][186]
- «Тіні на скелі» (1931). Твір розповідає про життя французьких поселенців у Квебеку XVII століття. В центрі оповіді - молода Сесіль Оклер, яка разом зі своїм батьком, аптекарем, приїжджає до Нової Франції. Роман змальовує їхнє щоденне життя, традиції, вірування та боротьбу з суворими умовами життя. Катер зосереджується на деталях побуту, релігійних ритуалах та внутрішньому світі героїв, досліджуючи теми пам'яті, традицій, зв'язку з минулим та впливу культурного контексту на формування особистості. Роман відображає спокійну та розмірену течію життя, де важливими є не стільки події, скільки внутрішній світ героїв та їхні стосунки з навколишнім світом.[187][188][189]
- «Люсі Ґейгарт» (1935). Вілла Катер знайомить читацтво з піаністкою із Небраски, Люсі Ґейгарт. Щоб розвинути свій талант вона переїжджає до Чикаго. Дівчина закохується у відомого оперного співака Клемента Вана Ґамерла, але їхні стосунки закінчуються трагічно. Повернувшись до рідного містечка, Люсі намагається знайти спокій, але минуле не відпускає її. Роман досліджує теми кохання, втрати, ностальгії, впливу минулого на сьогодення та пошуку самоідентифікації. Катер змальовує внутрішній світ героїні, її прагнення до кохання та творчості, а також відображає суворість життя на американському Заході та трагедію втраченої любові.[190][191][192]
- «Сапфіра і рабиня» (1940). Дія роману розгортається у Вірджинії до Громадянської війни, де стара плантаторка Сапфіра Колберт, одержима ревнощами, підозрює свого чоловіка в стосунках з молодою рабинею Ненсі. Через власні страхи та упередження, Сапфіра створює атмосферу напруги та недовіри на плантації, отруюючи життя оточуючих. Роман досліджує теми рабства, расових упереджень, ревнощів, старості та моральних дилем. Катер змальовує складні стосунки між героями, їхні внутрішні конфлікти та вплив минулого на сьогодення, а також відображає суворість життя на Півдні та трагедію рабства.[193]

### Коротка проза
- «Сад тролів» (1905). Збірка оповідань досліджує теми творчості, амбіцій та ціни успіху в мистецькому світі. Через різноманітні сюжети, Катер змальовує внутрішні конфлікти митців, їхнє прагнення до самовираження та боротьбу з обмеженнями суспільства. Оповідання відображають як трагічні, так і комічні аспекти життя творчих особистостей, їхню вразливість та силу, а також досліджують вплив зовнішнього світу на формування мистецького бачення.[194][195][196]
- «Молодість і яскрава Медуза» (1920). Збірка оповідань аналізує теми мистецтва, амбіцій та ціни успіху в творчому світі. Через різноманітні жіночі персонажі, Катер змальовує внутрішні конфлікти артистів, їхнє прагнення до самовираження та боротьбу з обмеженнями суспільства. Оповідання відображають як драматичні, так і гумористичні сторони життя творчих особистостей, їхню вразливість та силу, а також досліджують вплив минулого на формування мистецького бачення.[197][198]
- «Невідомі долі» (1932). Збірка повістей презентує життя простих людей на американському Заході. Через історії сусідів, фермерів та лікарів, Катер змальовує красу звичайного життя, силу людського духу та вплив часу на долі. Вона зосереджується на деталях побуту, стосунках між людьми та їхньому зв'язку з природою, відображаючи спокійну та розмірену течію життя, де важливими є не стільки події, скільки внутрішній світ героїв та їхні стосунки з навколишнім світом.[199][199]
- «Сусід Росицький» (1932). Повість розповідає про життя чеського емігранта Антона Росицького, який оселився на фермі в Небрасці. Через спогади та роздуми героя, Катер змальовує красу простого життя, зв'язок з природою, важливість сімейних цінностей та вплив минулого на сьогодення. Антон Росицький, попри важку працю, знаходить радість у дрібницях, цінує здоров'я, сім'ю та землю, яку обробляє. Повість відображає спокійну та розмірену течію життя, де важливими є не стільки події, скільки внутрішній світ героя та його стосунки з навколишнім світом.[200][201]
- «Стара красуня та інші» (1948). Перед читачем — великі теми, які Кетер окреслює, немов земельні ділянки: доля людей, спраглих до краси в краю, де їй, здається, не місце; загадковий вигин людської долі; те, як американський кордон поволі змінює прибульців, роблячи їх — іноді непомітно — частиною Америки. В кожній історії Кетер демонструє глибоке моральне бачення, бездоганне відчуття простору і вміння помічати ту єдину деталь чи момент, яка відкриває приховане життя перед читачем — раптово й зворушливо. Знедолена красуня, чию гідність не раз підточували втрати й розчарування; іммігрант із Чехії, який знаходить дивне полегшення на суворих просторах небраських прерій; самотній молодий художник, що з болісною цікавістю підглядає за витонченою сусідкою - це лише кілька з героїв, яких Вілла Катер зображує у цих дев’ятнадцяти оповіданнях, поєднуючи співчуття з холодною спостережливістю.[202][203]
- «П'ять історій» (1956): «Зачарований скеля», «Історія Тома Аутленда», «Сусід Росицький», «Найкращі роки», «Справа Пола». Збірка оповідань опублікована після смерті авторки. Деякі з цих оповідань раніше були опубліковані в інших збірках. Через історії різних персонажів збірка досліджує теми ностальгії, втрати та плину часу. У цих творах Катер змальовує внутрішні конфлікти людей, їхні спогади про минуле та прагнення до самоідентифікації. Вона зосереджується на деталях побуту, стосунках між людьми та їхньому зв'язку з природою, відображаючи красу звичайного життя та вплив часу на долі героїв. Оповідання відображають як трагічні, так і комічні аспекти життя, а також досліджують внутрішній світ персонажів, їхні стосунки з навколишнім світом та прийняття неминучості змін.[204][205]
- «Зібрання короткої прози Вілли Катер», 1892—1912 (1965). Збірка містить ранні оповідання письменниці, що відображають її становлення як майстрині короткої прози. У цих творах Катер досліджує теми самотності, відчуження, прагнення до самовираження та впливу оточення на формування особистості. Вона змальовує внутрішні конфлікти героїв, їхні мрії та розчарування, а також досліджує складні стосунки між людьми та спільнотою. Оповідання відображають як трагедію життя, так і його комічні аспекти, а також демонструють ранній талант Катер до створення глибоких та емоційних історій.[206]
- «Дядько Валентин та інші історії: Невидана коротка проза Вілли Катер, 1915—1929» (1972). Збірка маловідомих оповідань письменниці, які були знайдені та опубліковані вже після її смерті. Ці твори відображають ранній період творчості Катер, її експерименти з різними темами та стилями. У них можна знайти історії про життя на американському Заході, про складні стосунки між людьми, про мистецтво та творчість. Оповідання з цієї збірки демонструють ранній талант Катер до створення глибоких та емоційних історій, а також досліджують теми, які будуть розвинуті в її пізніших творах.[207][208]

### Поезія
- «Квітневі сутінки» (1903). Перша збірка поезій Вілли Катер відображає її ранні творчі пошуки та ліричний талант. У цих віршах поетеса досліджує теми природи, кохання, самотності та плину часу, використовуючи прості та виразні образи. Збірка демонструє вплив романтичної поезії на ранню творчість Катер, а також відображає її прагнення до створення емоційно насичених та глибоких віршів.[209]
- «Квітневі сутінки та інші вірші» (1923). Перероблене та доповнене видання першої збірки поезій Вілли Катер відображає її еволюцію як поетеси. У цих віршах поетеса досліджує теми природи, кохання, самотності, пам'яті та плину часу, використовуючи більш виразні та зрілі образи. Збірка демонструє вплив класичної та романтичної поезії на творчість Катер, а також відображає її прагнення до створення емоційно насичених та глибоких віршів, що відображають її внутрішній світ та роздуми про життя.[210]

### Збірки публіцистики та прози
- «Не менше сорока» (1936). Збірка есе Вілли Катер презентує її роздуми про літературу, мистецтво та цінності, які, на її думку, зникають у сучасному світі. Катер висловлює свою ностальгію за минулим, коли, на її думку, мистецтво було більш щирим та глибоким, та критикує модернізм за його відмову від традицій. Есе збірки відображають консервативні погляди Катер на мистецтво та суспільство, а також її прагнення до збереження класичних цінностей.[211]
- «Королівство мистецтва: перші принципи та критичні заяви Вілли Катер, 1893—1896» (1966). Збірка ранніх критичних есе та статей письменниці презентує її погляди на літературу, мистецтво та роль митця в суспільстві. У цих творах Катер висловлює свою прихильність до реалізму, критикує романтизм та декаданс, а також розмірковує про важливість моральних цінностей у мистецтві. Збірка відображає ранній етап формування естетичних поглядів Катер, її прагнення до створення глибокого та змістовного мистецтва, а також її критичний аналіз сучасних їй літературних течій.[212]
- «Світ і парафія: статті та огляди Вілли Катер, 1893—1902» (1970). Збірка ранніх публіцистичних творів письменниці відображає її формування як журналістки та критикеси. У цих статтях та рецензіях Катер досліджує широкий спектр тем, від літератури та мистецтва до суспільних питань та політики. Вона висловлює свої погляди на тогочасні культурні тенденції, аналізує творчість відомих письменників та митців, а також розмірковує про роль жінки в суспільстві. Збірка демонструє ранній етап розвитку Катер як інтелектуала та критика, а також відображає її прагнення до створення змістовних та впливових публіцистичних творів.[213]

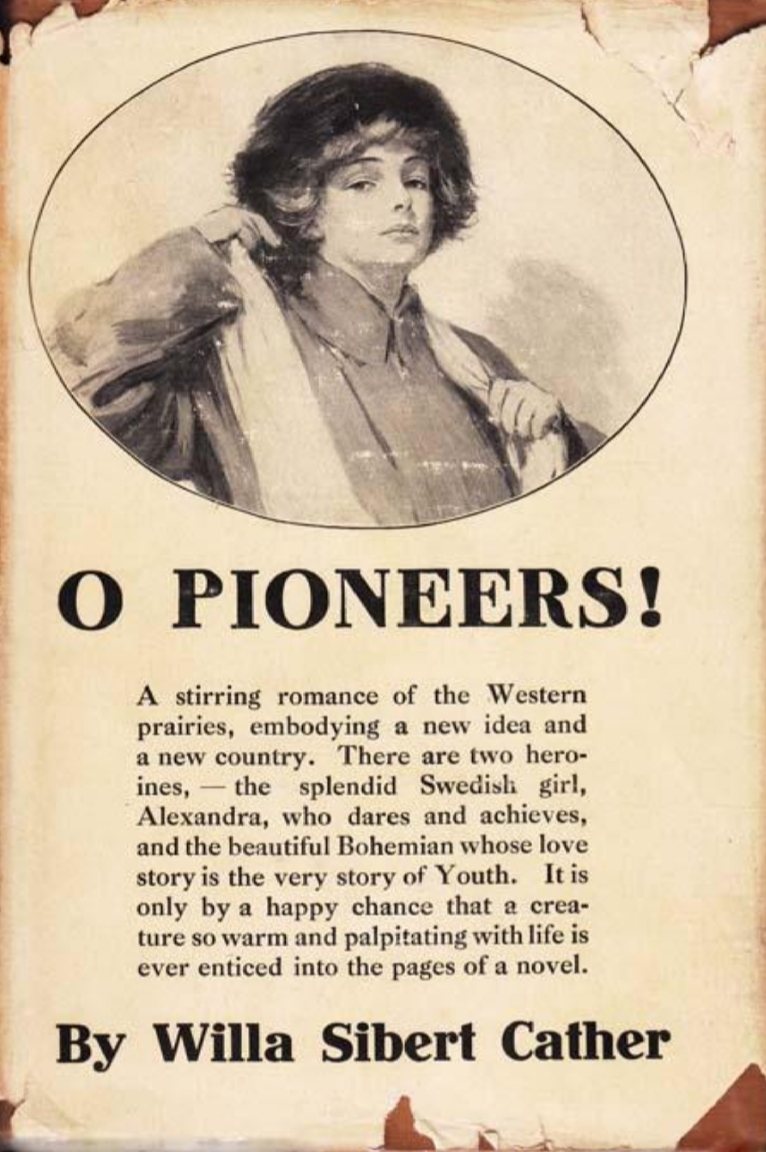
«О, піонери!» (перше видання)
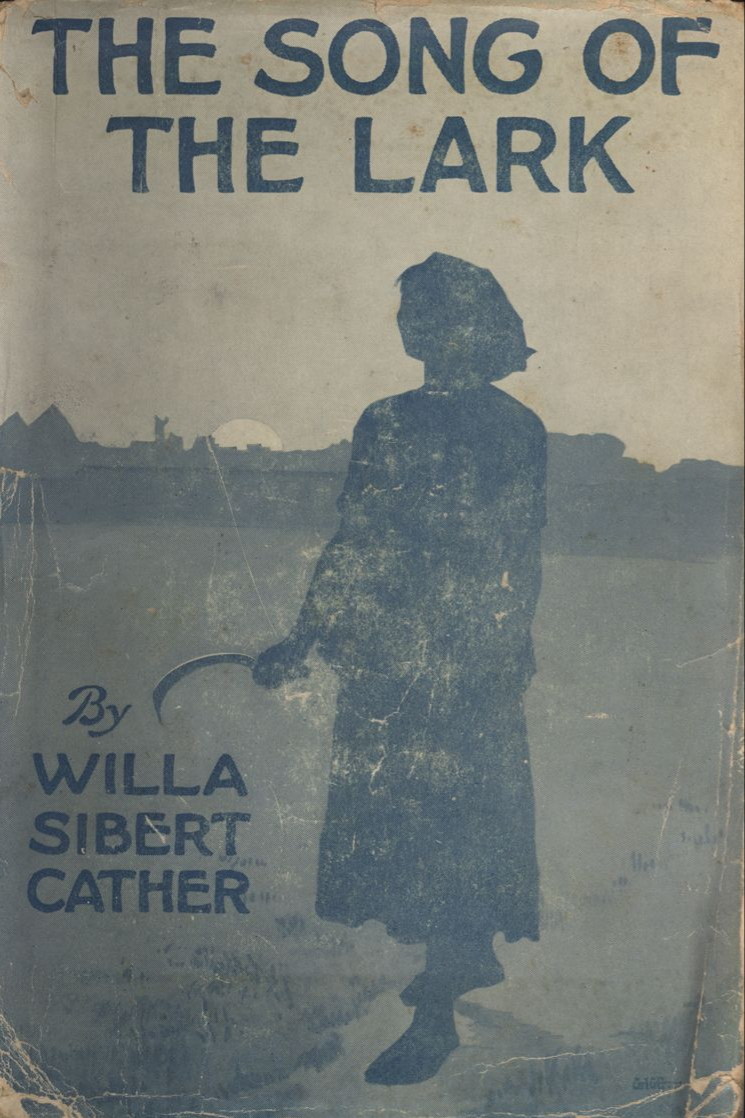
«Пісня жайворонка» (перше видання)
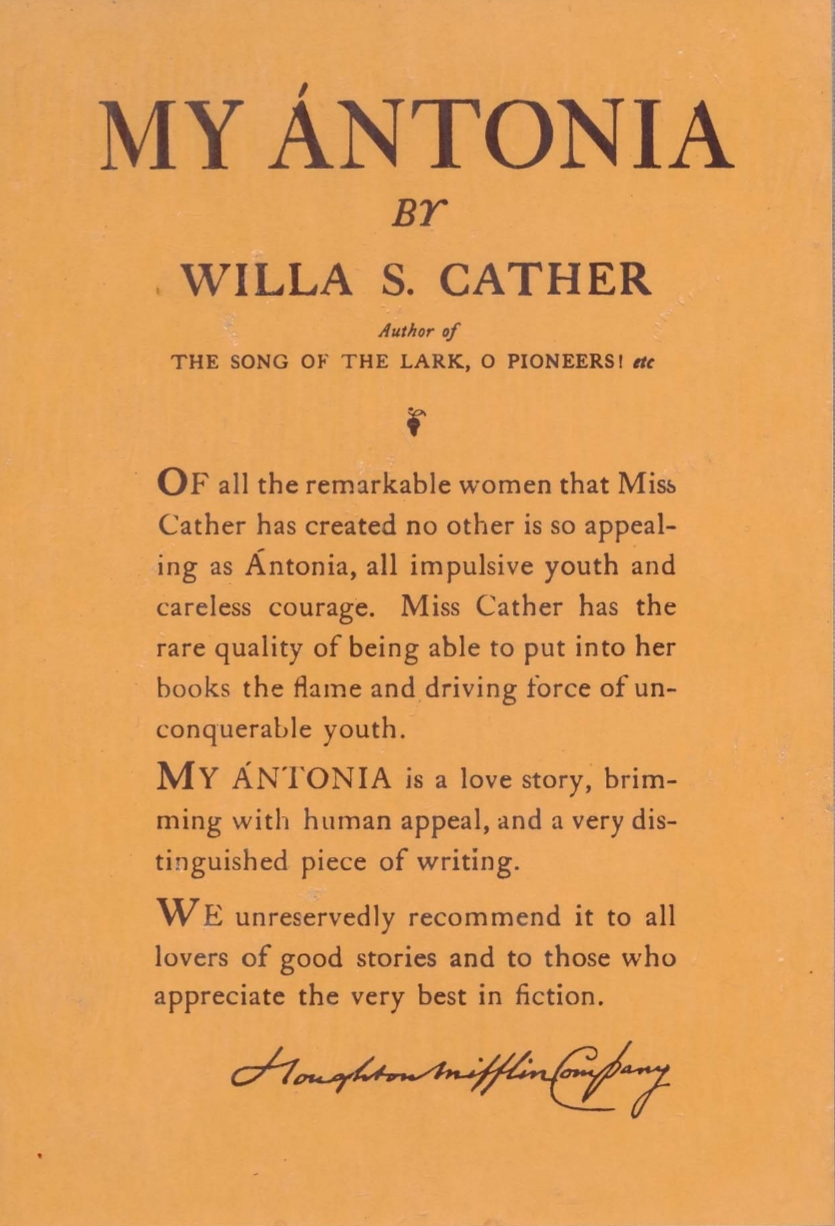
«Моя Антонія» (перше видання)
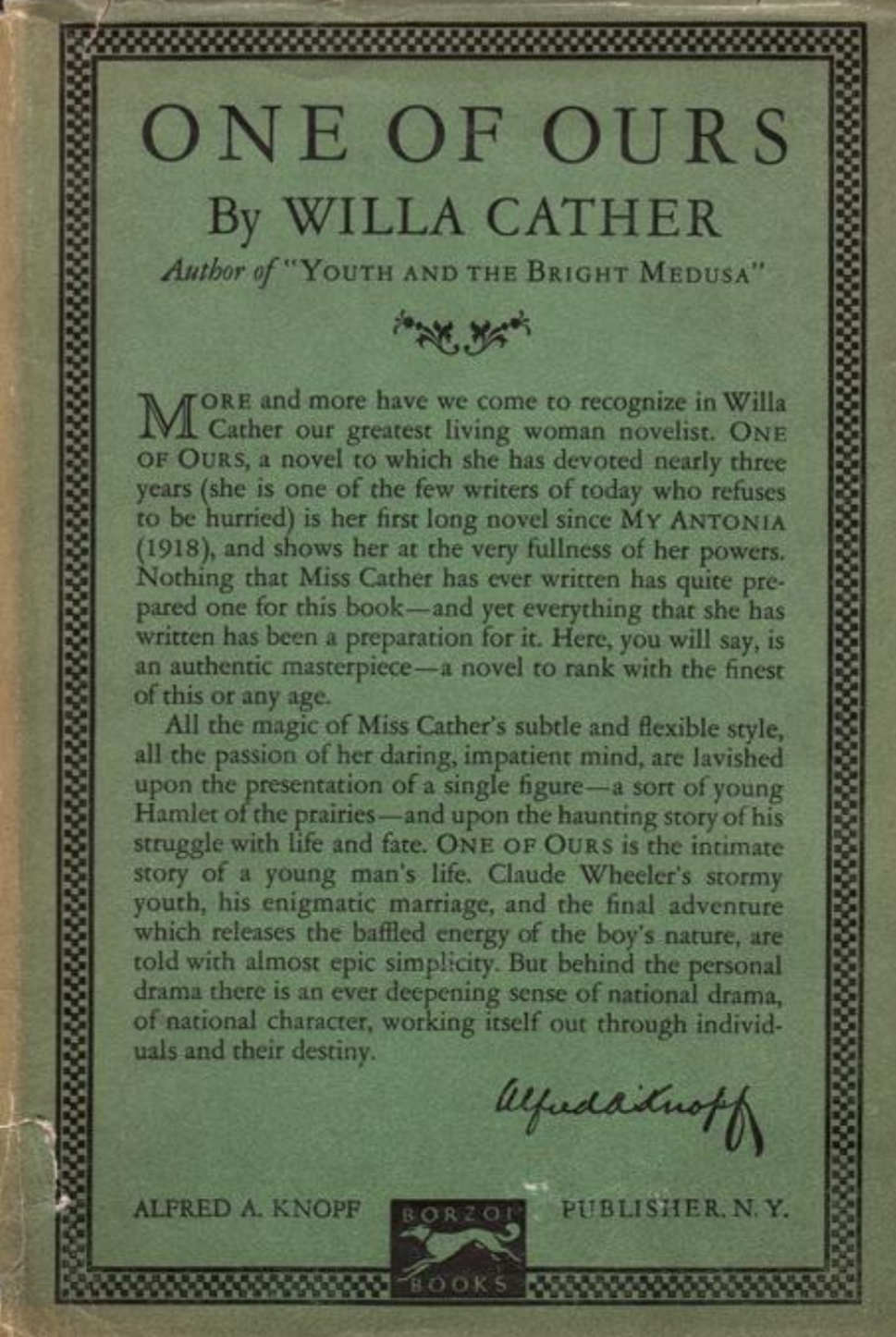
«Один із наших» (перше видання)
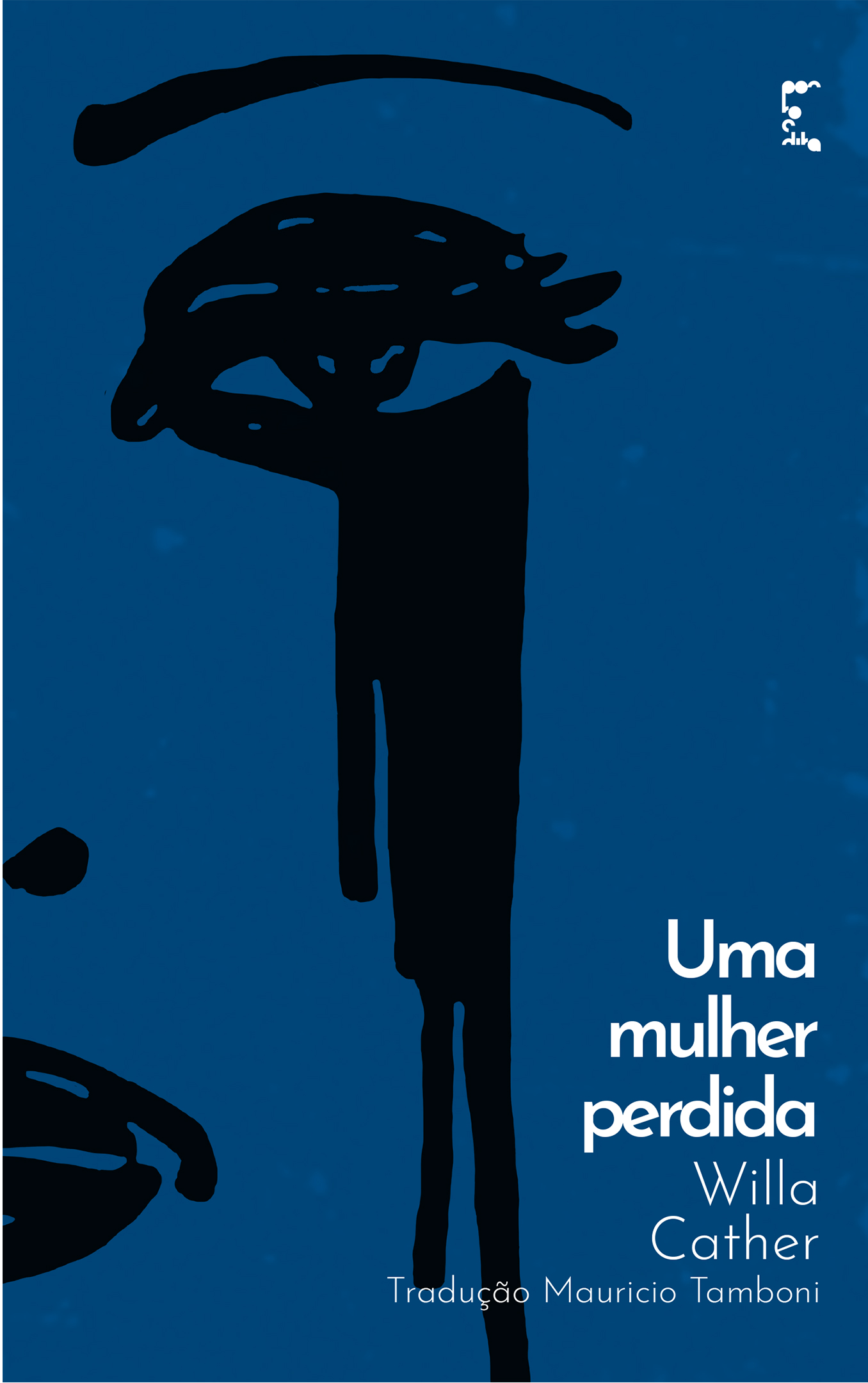
«Загублена леді» (сучасне бразильське видання)
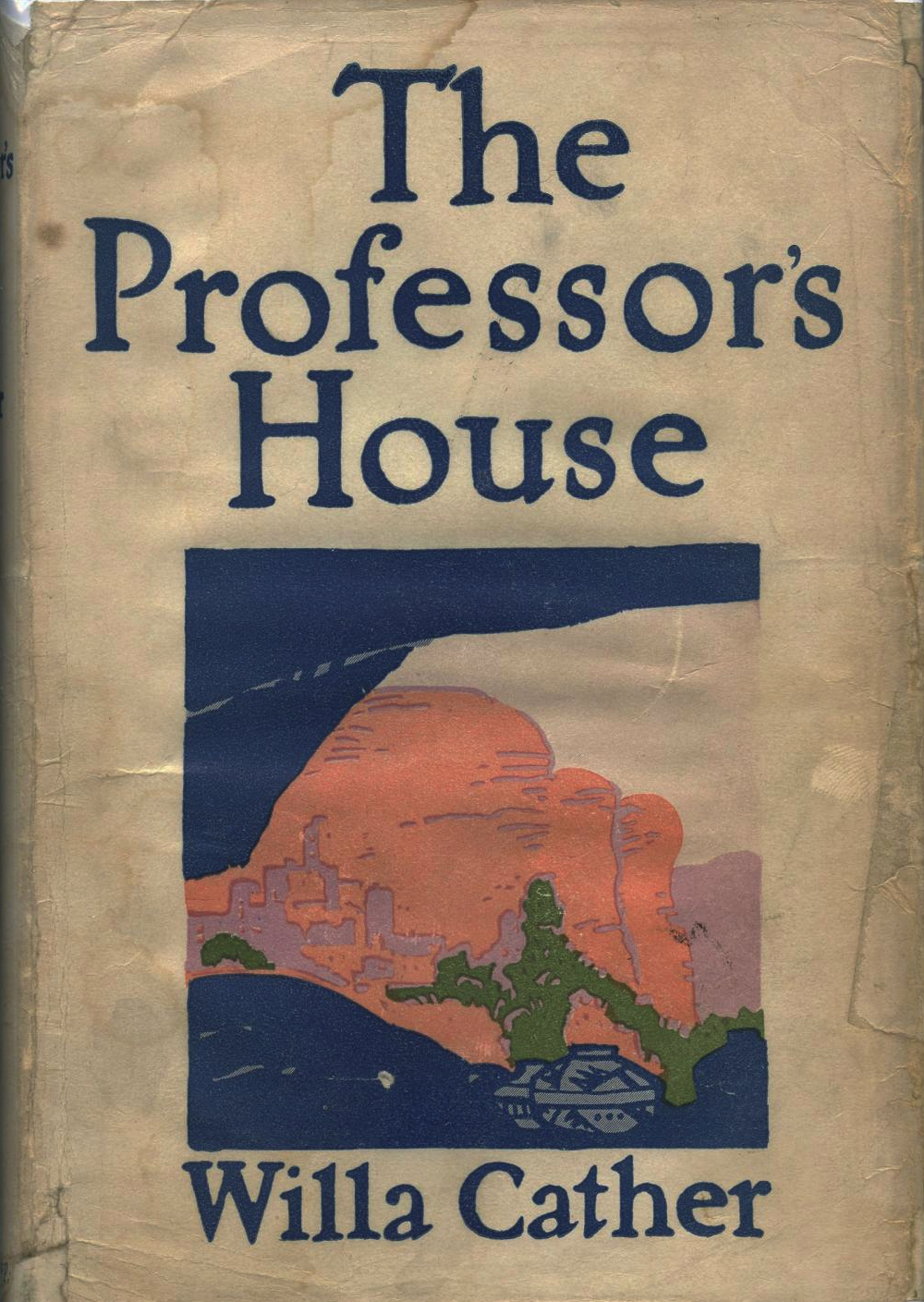
«Будинок професора» (перше видання)
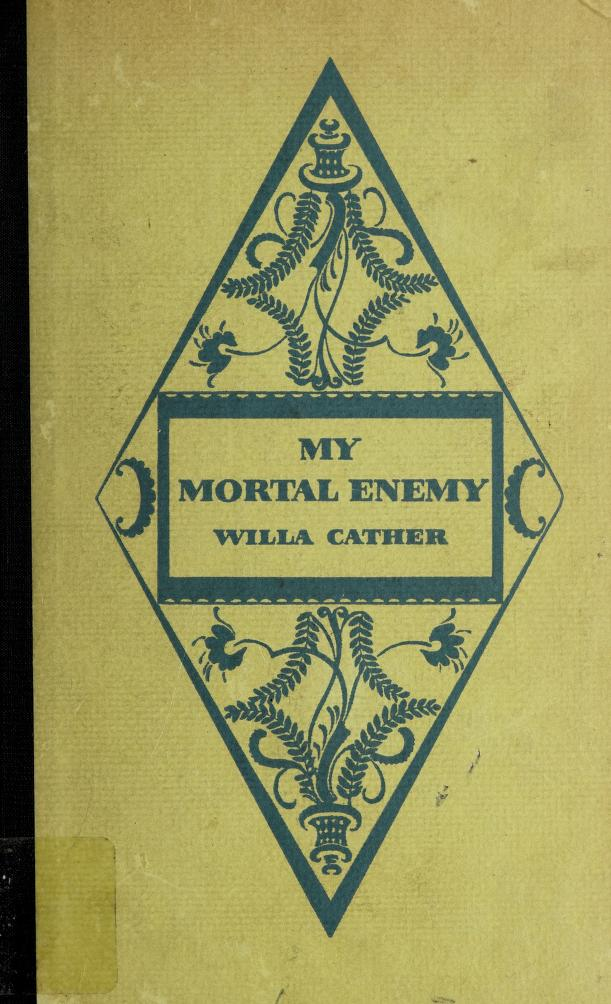
«Мій смертельний ворог» (перше видання)
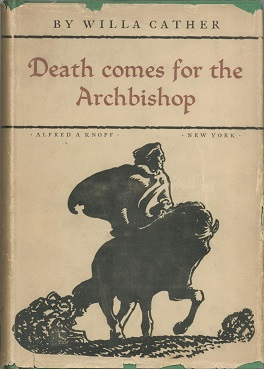
«Смерть прийшла за архієпископом» (перше видання)

## Особисте життя

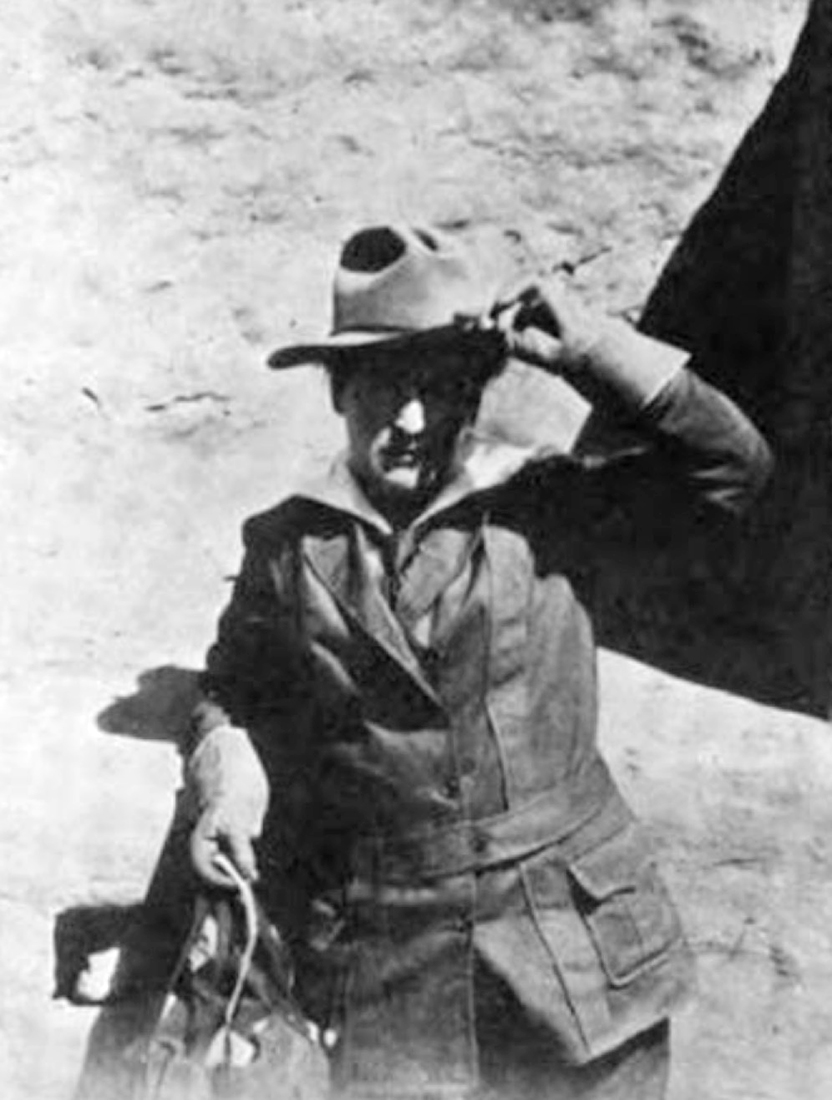
Вілла Катер у дикій місцевості Меса-Верде, 1915 рік

Вчені розходяться в думках щодо сексуальної ідентичності Катер. Одні вважають неможливим або анахронічним визначити, чи мала вона потяг до осіб своєї статі, інші з цим не погоджуються. Дослідниця Дебора Карлін припускає, що заперечення того, що Катер була лесбійкою, коріниться у ставленні до одностатевого потягу «як до образи Катер та її репутації», а не в нейтральній історичній перспективі. Мелісса Гомстед стверджує, що Катер мала симпатію до Едіт Льюїс, і запитує: «Які докази потрібні, щоб встановити, що це були лесбійські стосунки? Фотографії, де вони вдвох разом у ліжку? Вона була невіддільною частиною життя Катер, творчої та особистої». На додаток до її стосунків з жінками, опора Катер на чоловічих персонажів слугувала аргументом на користь її потягу до осіб своєї статі.  Гарольд Блум називає її «еротично ухильною у своєму мистецтві» через панівні «суспільні табу».
Так чи інакше, протягом усього дорослого життя Катер її найближчі стосунки були з жінками. Серед них були її подруга з коледжу Луїза Паунд, світська левиця з Піттсбурга Ізабель МакКланг, з якою Катер подорожувала Європою і в чиєму будинку в Торонто вона часто гостювала; оперна співачка Олів Фремстад; і, що особливо важливо, редакторка Едіт Льюїс, з якою Катер прожила останні 39 років свого життя.
Стосунки Катер з Льюїс почалися на початку 1900-х років. Вони жили разом у ряді квартир у Нью-Йорку з 1908 року до смерті Катер у 1947 році. З 1913 по 1927 рік Катер і Льюїс жили на Бенк-стріт № 5 у Грінвіч-Віллідж. Вони переїхали, коли квартиру було заплановано до знесення під час будівництва лінії Нью-Йоркського метро Бродвей–Сьома авеню (нині 1). Хоча Льюїс було обрано літературною опікункою майна Катер, вона була не просто секретаркою для документів Катер, а невіддільною частиною творчого процесу Катер.
Починаючи з 1922 року, Катер проводила літо на острові Гранд-Манан у Нью-Брансвіку, де вона купила котедж у Вейл-Коув у затоці Фанді. Саме тут відбувається дія її оповідання «Перед сніданком». Вона цінувала відокремленість острова і не заперечувала, що в її котеджі немає ні сантехніки, ні електрики. Кожен, хто бажав зв'язатися з нею, міг зробити це телеграфом або поштою.:415 У 1940 році після вступу Канади у Другу світову війну вона перестала відвідувати Гранд-Манан, оскільки подорожі стали значно складнішими. Вона також почала тривале відновлення після операції на жовчному міхурі в 1942 році, яка обмежувала подорожі.:266—268
Будучи абсолютно закритою особою, Катер знищила багато чернеток, особистих паперів і листів, просячи інших зробити те саме. Хоча багато хто виконував вимоги, дехто — ні. Її заповіт обмежував можливість вчених цитувати особисті документи, які збереглися. Але в квітні 2013 року «Вибрані листи Вілли Катер» — збірка з 566 листів, які Катер написала друзям, родині та знайомим літературознавцям, як-от Торнтонові Вайлдеру і Скоттові Фіцджеральду — вийшла через два роки після смерті племінника Катер і другого літературного виконавця, Чарльза Катера. Листування Вілли Катер розкрило всю складність її характеру та внутрішнього світу. Листи не розкривають жодних інтимних подробиць про особисте життя Катер, але вони «чітко показують, що [її] головна емоційна прихильність була до жінок». Архів Вілли Катер в Університеті Небраски–Лінкольна працює над оцифруванням повного її текстового спадку, включаючи приватне листування та опубліковані роботи. Станом на 2021 рік у вільному доступі для громадськості є близько 2100 листів, а також транскрипція її власних опублікованих творів.

## Письменницький вплив
Катер захоплювалася тим, як Генрі Джеймс використовує мову та характеристики. У той час як Катер насолоджувалася романами кількох жінок, у тому числі Джордж Еліот, Бронте та Джейн Остін, вона ставилася до більшості жінок-письменниць зневажливо, вважаючи їх надто сентиментальними.:110 Одним із сучасних винятків була Сара Орн Джеветт, яка стала подругою і наставницею Катер. Джеветт порадила Катер кілька речей: у своїй художній літературі використовувати оповідачок-жінок (хоча Катер воліла використовувати чоловічу точку зору), писати про свою «власну країну» (роман «О, піонери!» був присвячений Джеветт), і писати художню літературу, яка явно представлятиме романтичний потяг між жінками. На Катер також вплинула робота Кетрін Менсфілд, яка в своєму есе вихваляла здатність Менсфілд «кинути яскраву смугу на темну сферу особистих стосунків».
Висока повага Катер до родин іммігрантів, які будували своє життя і долали труднощі на рівнинах Небраски, сформувала значну частину її художньої літератури. Депо Берлінгтон у Ред-Клауд привело до її маленького містечка багато дивних і чудових людей. У дитинстві вона відвідувала сім'ї іммігрантів у своєму районі і поверталася додому в «найбільш безпричинному стані хвилювання», відчуваючи, що «побувала в чужій шкурі».:169–170 Після подорожі до Ред-Клауд в 1916 році Катер вирішила написати роман, оснований на подіях із життя її подруги дитинства Енні Саділек Павелки, богемської дівчини, яка стала моделлю для головної героїні в романі «Моя Антонія». Катер також була зачарована франко-канадськими піонерами з Квебеку, які оселилися в районі Ред-Клауд, коли вона була дівчинкою.
Під час короткої зупинки в Квебеку з Едіт Льюїс у 1927 році Катер надихнулася на написання роману, дія якого відбувається в цьому франко-канадському місті. Льюїс згадувала: «З першої миті, коли вона подивилася з вікон [готелю] „Шато Фронтенак“ на гостроверхі дахи і нормандські обриси міста Квебек, Вілла Катер була не просто схвильована і зачарована — вона була переповнена потоком спогадів, впізнаванням, здогадками, які він викликав; відчуттям свого надзвичайного французького характеру, ізольованого і збереженого недоторканим протягом сотень років, немов дивом, на цьому великому нефранцузькому континенті»; пізніше журнал Life заніс її до списку 100 видатних книг 1924—1944 років. Французький вплив можна знайти в багатьох інших роботах Катер, зокрема у романі «Смерть прийшла за архієпископом» (1927) та її останньому, незакінченому романі, «Жорсткі покарання», дія якого відбувається в Авіньйоні.

## Літературний стиль і критика
Починала свою письменницьку кар'єру як журналістка, проте проводила різницю між журналістикою, яку вважала насамперед інформативною, і літературою, яку розглядала як форму мистецтва.:27 Роботи Катер часто відзначаються — і критикуються з — ностальгічним тоном і темами, взятими зі спогадів про її ранні роки на американських рівнинах. Отже, відчуття місця є невіддільною частиною її роботи: повторюються поняття землі, фронтира, новаторства та зв'язку із західними ландшафтами. Навіть коли її героїні перебували в міському середовищі, вплив місця був вирішальним, і те, як ця сила демонструвалася через планування кімнат і меблі, очевидно в її романах, як-от «Мій смертельний ворог». Хоча вона навряд чи обмежувалася написанням виключно про Середній Захід, Катер була практично невіддільною від середньозахідної ідентичності, яку вона активно культивувала (навіть якщо вона не була «корінною» жителькою Середнього Заходу). Вважається, що Катер суттєво змінила свій літературний підхід у кожному з романів, але позиція не є універсальною. Деякі критики звинувачують Катер у тому, що вона відстала від свого часу і не використовує більш експериментальні техніки у своїй творчості, такі як потік свідомості.:36 Водночас інші намагалися поставити Катер поруч із модерністами, або вказуючи на екстремальні наслідки її, здавалося б, простого романтизму, або визнаючи її власну «золоту середину»:
Свої уявлення про мистецтво вона сформувала і визріла ще до того, як написала роман. У неї було не більше причин наслідувати Ґертруду Стайн і Джеймса Джойса, творчість яких вона поважала, ніж у них — наслідувати її. Її стиль вирішує проблеми, які її цікавили. Вона хотіла стояти посередині між журналістами, чия всезнаюча об'єктивність надає більше фактів, ніж будь-який персонаж може помітити, і психологічним романістом, чиє використання суб'єктивної точки зору спотворює об'єктивну реальність. Вона розробила свою теорію посередині, відбираючи факти з досвіду на основі почуттів, а потім представляючи цей досвід у ясному, об'єктивному стилі.
Англійська прозаїкиня Антонія Баєтт писала, що з кожним твором Катер заново винаходила форму роману, щоб дослідити зміни людського стану з часом. Зокрема, у своїх фронтирних романах Катер писала як про красу, так і про жах життя. Подібно до героїв-вигнанців Генрі Джеймса, автора, який мав значний вплив на письменнцю, більшість головних персонажів Катер живуть як вигнанці-іммігранти, ототожнюючи себе з іммігрантським «почуттям бездомності та вигнання» , слідуючи її власним почуттям вигнання, які вона відчувала, живучи на фронтирі. Саме через взаємодію зі своїм середовищем вони здобувають свою спільноту. Сьюзен Росовські писала, що Катер була чи не першою, хто надав іммігрантам респектабельне місце в американській літературі.

## Відзнаки та досягнення
- 1923 року отримала Пулітцерівську премію за роман «Один із наших».[292]
- 1930 року нагороджена медалю Вільяма Діна Говелла за фільм «Смерть прийшла за архієпископом».[292]
- 1944 року нагороджена золотою медалю Національного інституту мистецтв і літератури (США).[292]
- 1962 року Вілла Катер була введена в Зал слави Небраски.[293]
- 1973 року на її честь поштова служба Сполучених Штатів випустила поштову марку.[294]
- 1974 року вона була введена в Зал великих західників.[295]
- 1986 року її включили до Національного музею і зали слави жінок-ковбоїв.[296][297]
- 1988 року її ввели до Національної зали слави жінок.[298]
- 2000 року її було названо однією зі списку «Жінки Вірджинії в історії».[299]
- 2023 року американський штат Небраска подарував Національній колекції скульптур бронзову скульптуру Катер роботи Літтлтона Алстона. Статуя встановлена в Центрі для відвідувачів Капітолія США у Вашингтоні, округ Колумбія.[300]
- Катер відзначена на Поверсі спадщини Джуді Чикаго.[301][292]

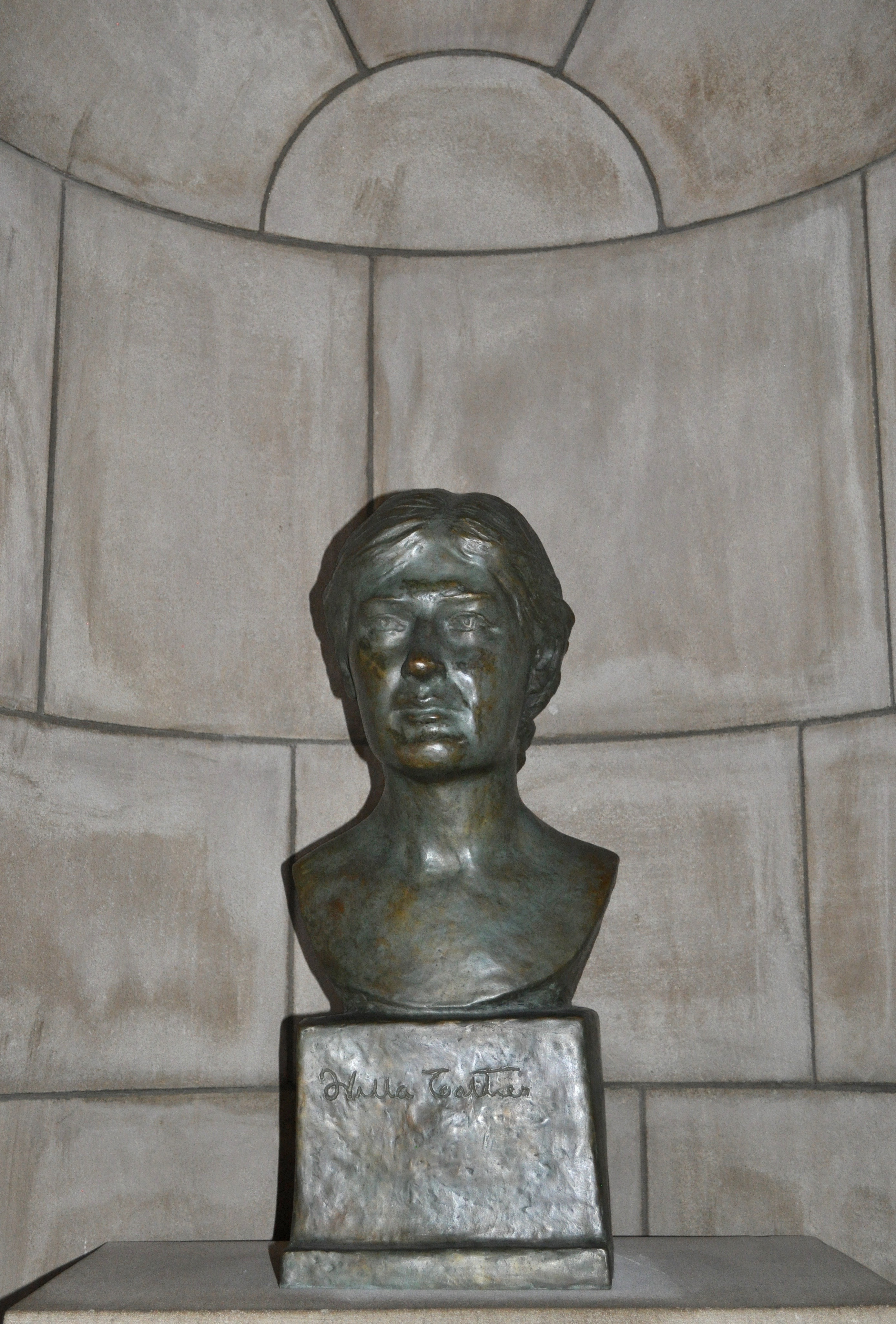
Погруддя Катер, створене у 1962 році Полом Своном для Зали слави штату Небраска
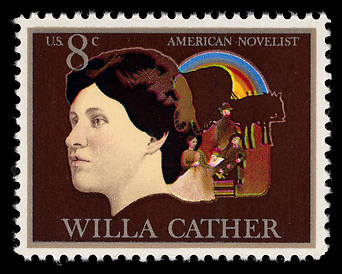
Поштова марка на честь Катер, випущена Поштовою службою США в 1973 році
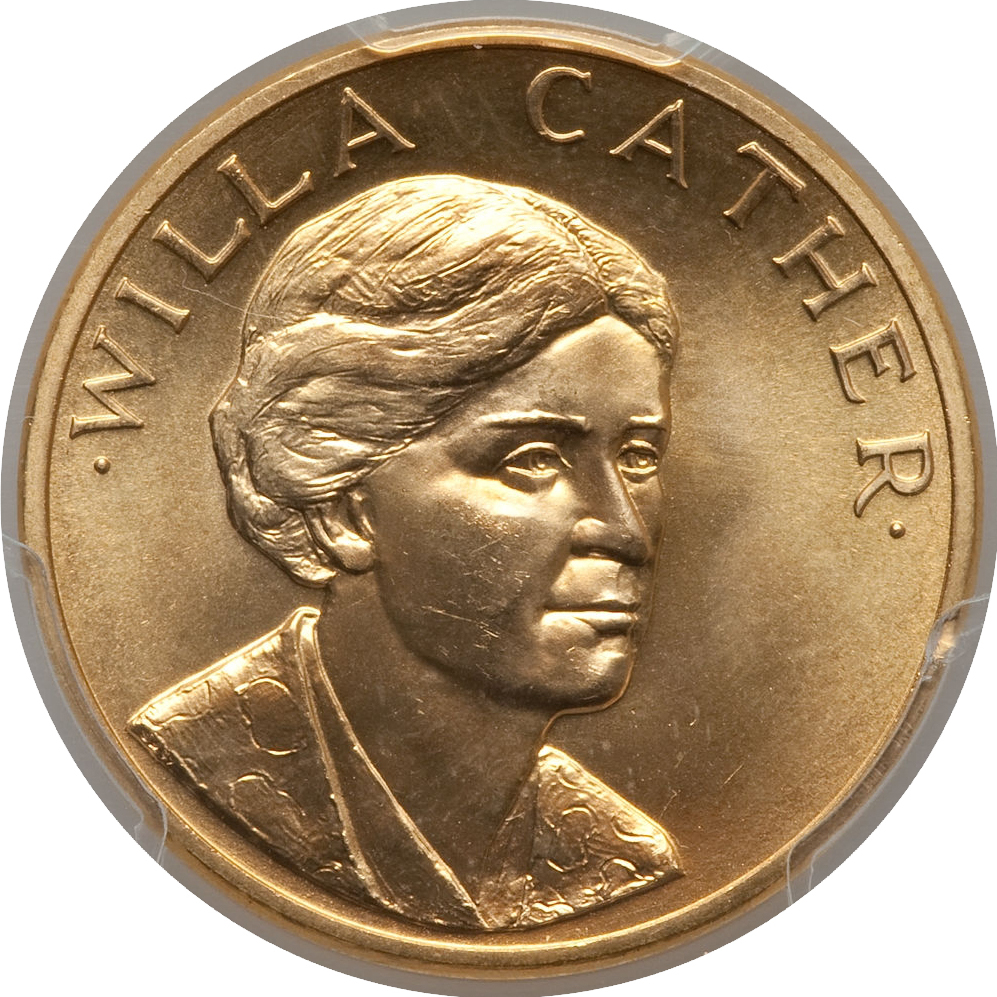
«Вілла Кетер» Золота медаль (1981)
Статуя Вілли Катер, частина колекції Національного залу скульптур, що знаходиться в Центрі для відвідувачів Капітолія США
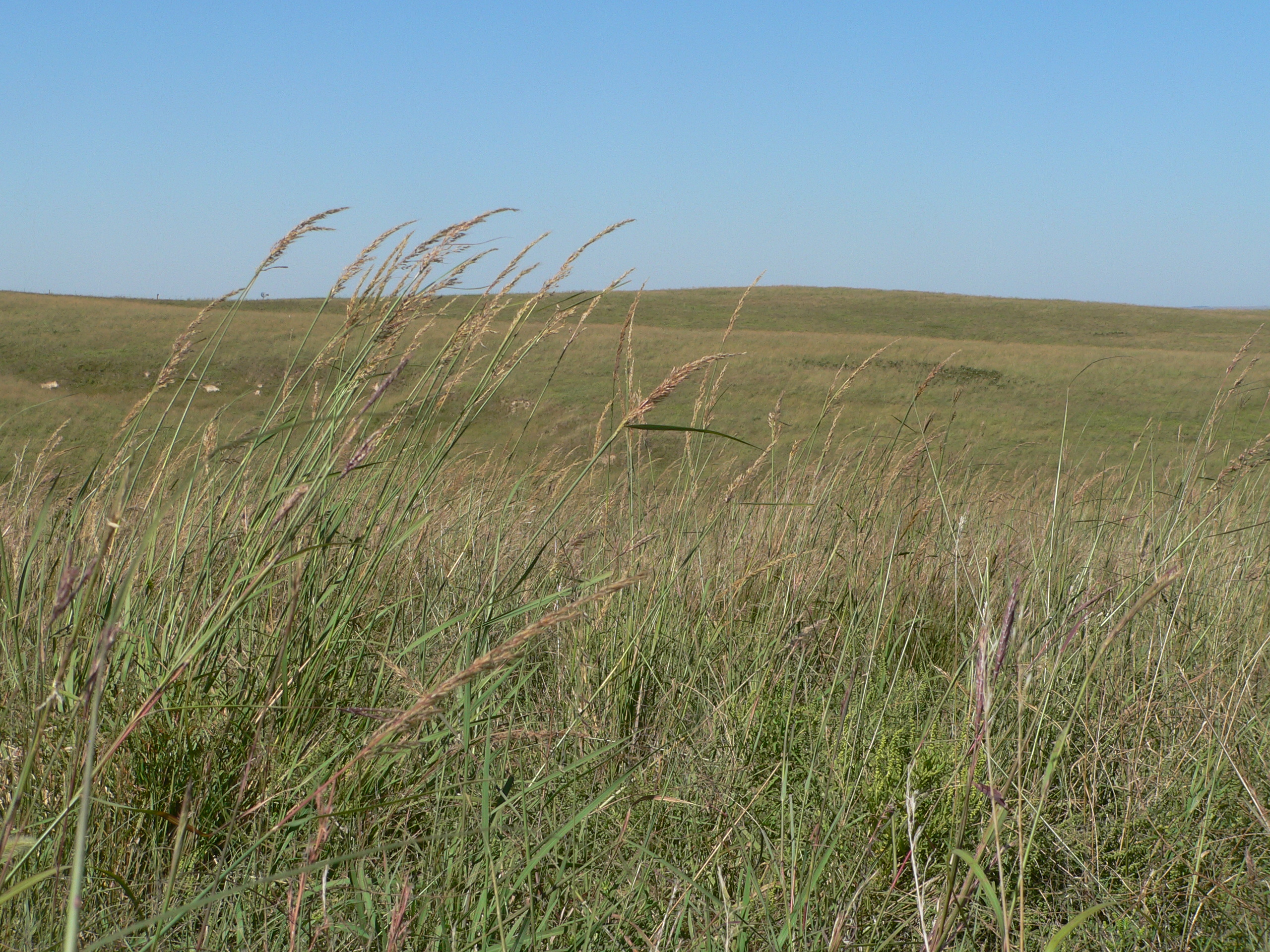
Меморіальна прерія Вілли Катер в окрузі Вебстер, штат Небраска
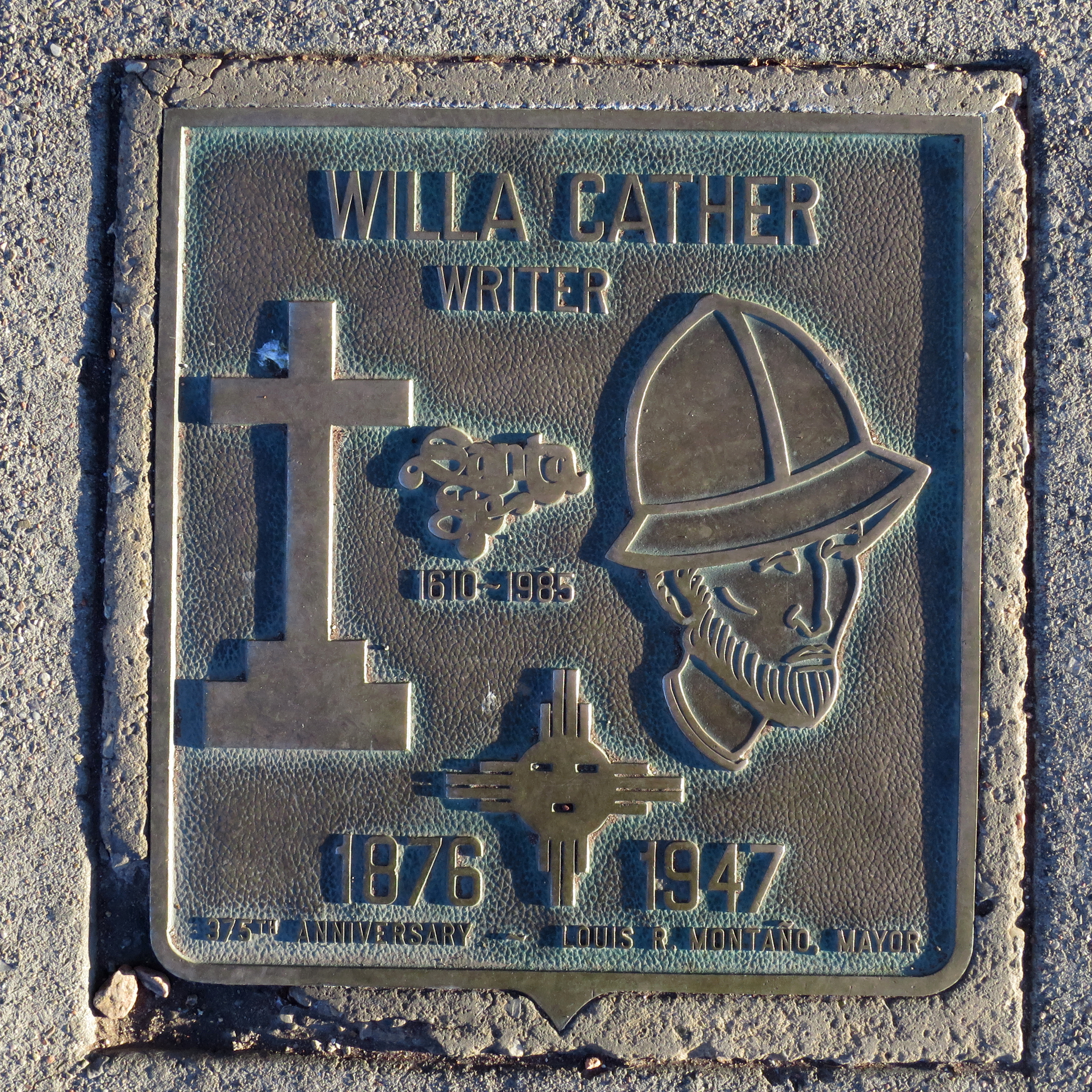
Меморіальна дошка Вілли Катер (Санта-Фе, Нью-Мексико)

### Бібліотеки
- Огляд Willa Cather у Фонді Willa Cather
- Спеціальні колекції та архіви в Національному центрі Willa Cather
- Архів Вілли Катер в Університеті Небраска-Лінкольн
- Willa Cather Collection в Історичному товаристві штату Небраска
- Колекція Вілли Катер в Університеті Дрю
- Документи Вілли Катер–Ірен Майнер Вайс [Архівовано 29 квітня 2021 у Wayback Machine.] в бібліотеці Ньюберрі
- Документи Бенджаміна Д. Хітца–Вілли Катера [Архівовано 6 травня 2021 у Wayback Machine.] в бібліотеці Ньюберрі
- Колекція Енн Саффорд Мандел паперів Вілли Катер у колекції рідкісних книг Мортімера

### Інтернет-видання
- Твори Вілли Катер у формі електронної книги на сайті Standard Ebooks
- Роботи Вілли Катер у проєкті «Гутенберг»
- Роботи Вілли Катер на Faded Page (Канада)
- Роботи Вілли Катер або про неї в Internet Archive
- Твори Вілли Катер на LibriVox (аудіокниги у відкритому доступі)
- Вілла Катер у «куточку поетів»